# عضل أسود الذيل
عضل أسود الذيل (باللاتينية: Gerbillus famulus) يتوزع غالبا في جنوب غرب شبه الجزيرة العربية.